# Микита Чаплич
Мики́та Андрі́йович Ча́плич (? — після 1506) — руський (український) боярин з роду Кирдійовичів, представник її відгалуженої гілки — Чапличів (згодом Чапличів-Шпанівських), гербу Кирдій. Зем'янин у Луцькому повіті Волинської землі Великого Князівства Литовського.  Державний та військовий діяч.

## Відомості
Діяльність Микити (Митька) Чаплича засвідчують відомі документи періоду кін. XV — поч. XVI ст. 9 квітня 1494 році він мав спір з Костянтином та Михайлом князями Острозькими за село Гільчу, яке ще 1466 року втратив його дядько Янко (Єско) Чаплич, однак спроба його повернути виявилася невдалою.
Микита й Івашко Чапличі мали суперечку зі своїми швагерами Михном Омелянським та Івашком Охремовичем, відносно маєтків Глупотин та Русивель, які свого часу записав їм дядько Федір Чаплич. 20 березня 1494 року великий князь Олександр І Ягеллончик видав розпорядження, у якому йшлося про те, що Микита й Івашко Чапличі мають поступитися половиною маєтку Русивель для своїх сестер, а маєток Глупотин повністю залишався за ними.
У 1502 році Микита Чаплич отримав село Радухів. Згодом, у 1506 році він згадується городничим луцьким як один з комісарів, яких призначив король Олександр І Ягеллончик для розмежування володінь острозьких від заславських, між Андрієм князем Сангушком та Іваном князем Жеславським (Заславським). Серед інших комісарів цієї угоди зазначені пан Петро Мушатич та пан Митко Бабинський.

## Сім'я
Микита Чаплич — син волинського боярина Андрія Чаплича, який є одним з трьох синів протопласту гілки роду Чапличів — Чаплі Кирдійовича. Про шлюбні відносини Микити Чаплича наявні джерела мовчать, відомо лише, що мав сина Василя та доньку Марію. Їхні шлюби:
- Василь Чаплич у шлюбі з Анастасією Хребтовичівною.
- Марія Чаплич у шлюбі з Семеном Бабинським.